# Teoria kwantowa
Teoria kwantowa – szczegółowy model fizyczny, który za swą podstawę teoretyczną przyjmuje mechanikę kwantową. Często nazwa teoria kwantowa jest używana jako synonim mechaniki kwantowej.
Przykłady:
- kwantowa teoria ciała stałego;
- kwantowa teoria pola;
- chemia kwantowa;

Często teorie kwantowe nie mają w nazwie członu kwantowy, jak na przykład:
- optyka atomowa;
- teoria oddziaływań elektrosłabych;
- fizyka statystyczna.